# Amin Farouk
Amin Farouk (* 22. Juli 2003 in Mainz) ist ein deutscher Fußballspieler, der ab Juli 2025 beim FSV Frankfurt unter Vertrag steht.

## Karriere
Farouk durchlief die Jugendmannschaften der TSG 1846 Mainz-Kastel, von Mainz 05 und Wehen Wiesbaden.
Farouk feierte am 23. Juli 2021 sein Debüt in der 3. Liga, als er bei der Begegnung SC Freiburg II gegen SV Wehen Wiesbaden in der 83. Minute für Thijmen Goppel eingewechselt wurde.
In der Winterpause 2022/23 wurde Farouk bis Saisonende an den Regionalligisten FSV Frankfurt verliehen.
Im Sommer 2025 kehrt er zum FSV Frankfurt zurück und unterschrieb dort einen Einjahresvertrag.